# Agrostopoa wallisii
Agrostopoa wallisii är en gräsart som först beskrevs av Carl Christian Mez, och fick sitt nu gällande namn av P.M.Peterson, Davidse och Robert John Soreng. Agrostopoa wallisii ingår i släktet Agrostopoa och familjen gräs. Inga underarter finns listade i Catalogue of Life.